# Mare de Déu de la Riera
L'Ermita de la Mare de Déu de la Riera és una ermita ubicada al terme municipal de les Borges del Camp (Baix Camp), a uns 800 m a ponent de la vila, a la dreta de la riera d'Alforja.
És una edificació modernista de 1904, obra de l'arquitecte Francesc Berenguer i Mestres. Construïda sobre una ermita anterior, romànica, va ser destruïda durant la Guerra Civil i reconstruïda el 1954.

## Descripció
És una ermita de planta central, d'estil modernista. A la façana principal presenta una porta alçada sobre una petita escalinata. El conjunt, igual que les tres finestres de la part superior, és emmarcat amb decoració d'obra vista. Al centre del creuer l'ermita té una cúpula de volta d'aresta, coronada a l'exterior per una creu. Entre la façana nord i oest s'alça un campanar que s'encapçala amb un conjunt de rivets d'obra vista.
El conjunt està construït amb pedra, i el maó s'usa com a element decoratiu, com es pot veure en les obertures de la part alta del campanar.

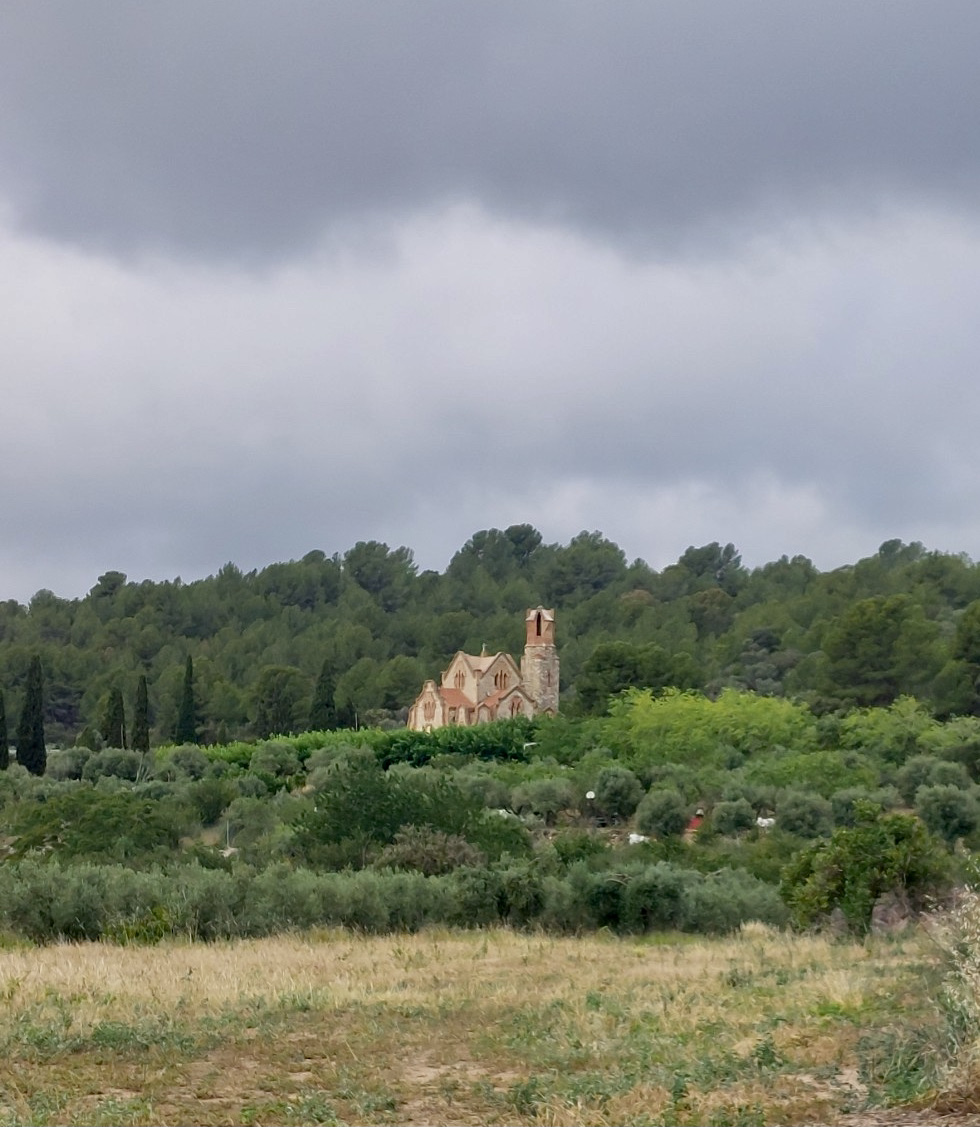
L'ermita de la Mare de Déu de la Riera

## Història
Prop del santuari s'han trobat útils prehistòrics i un fragment de sarcòfag romà anomenat "sarcòfag Quintus Clodius", amb una inscripció funerària mutilada, avui al Museu Diocesà de Tarragona.

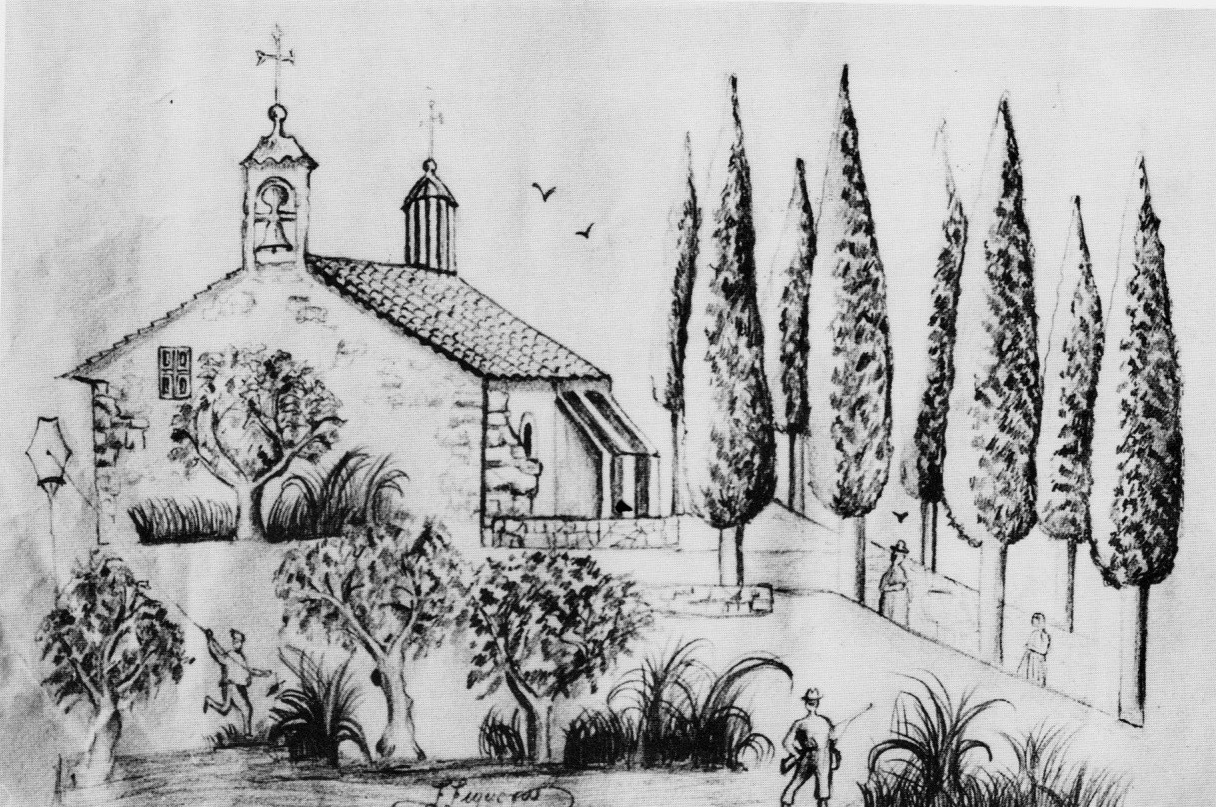
Dibuix de l'antiga ermita de Sant Bartomeu fet l'any 1902 per Francesc Figueres, conegut com "de la taverna".

L'ermita tenia un origen romànic, datada aproximadament al segle xii. Estava dedicada a la devoció de Sant Bartomeu i era la primitiva parròquia de la població i dels llocs de Riudecols, les Voltes, la Quadra dels Tascals i els Domenges. La tradició oral diu que la gent de Cambrils hi pujava a batejar els seus fills.
Una de les seves més fervents devotes, la senyora Magdalena Martorell Ferrer, va morir el 1901, deixant al seu testament una quantitat "per a la seva restauració". Un error d'interpretació dels seus marmessors va fer que en comptes de ser restaurada fos "reconstruïda" i, a més, ho van fer amb l'estil constructiu de l'època, ja que l'anterior construcció, que va ser totalment enrunada, deien que era massa antiga. De res va servir l'oposició dels vilatans.
El 1903 es va enderrocar el primitiu santuari, i el 1904 va ser inaugurat el nou, construït segons el projecte de l'arquitecte reusenc Francesc Berenguer i Mestres, amic íntim i deixeble de Gaudí, però que va ser signat per Jaume Vagó perquè Berenguer encara no tenia el títol. Un cop construït el nou Santuari que va provocar bastant de malestar, ja que el campanar no es va acabar de rematar amb punta, al cambril no hi havia un tron per posar la Mare de Déu de la Riera..., es va reintegrar la Mare de Déu de la Riera el 8 de desembre del 1904. La nova obra no va estar exempta de conflictes, ja que l'estil no acabava d'agradar a tothom i el rector de la parròquia va reclamar un seguit de canvis que no li van ser atesos.Degut a la guerra civil espanyola, els republicans van cremar l'altar i els sants excepte els bancs que van ser portats a la carretera i la talla de la Verge de la Riera, que es va amagar en una casa del poble. A les acaballes de la guerra civil espanyola, amb motiu de la reculada de l'exèrcit republicà, el santuari va ser volat junt amb tot l'arsenal d'armes i municions que emmagatzemava. La seva reconstrucció es va fer l'any 1954, seguint més o menys fidelment el model original, segons un projecte del despatx de l'arquitecte Francesc Adell.

## La imatge de la Mare de Déu de la Riera

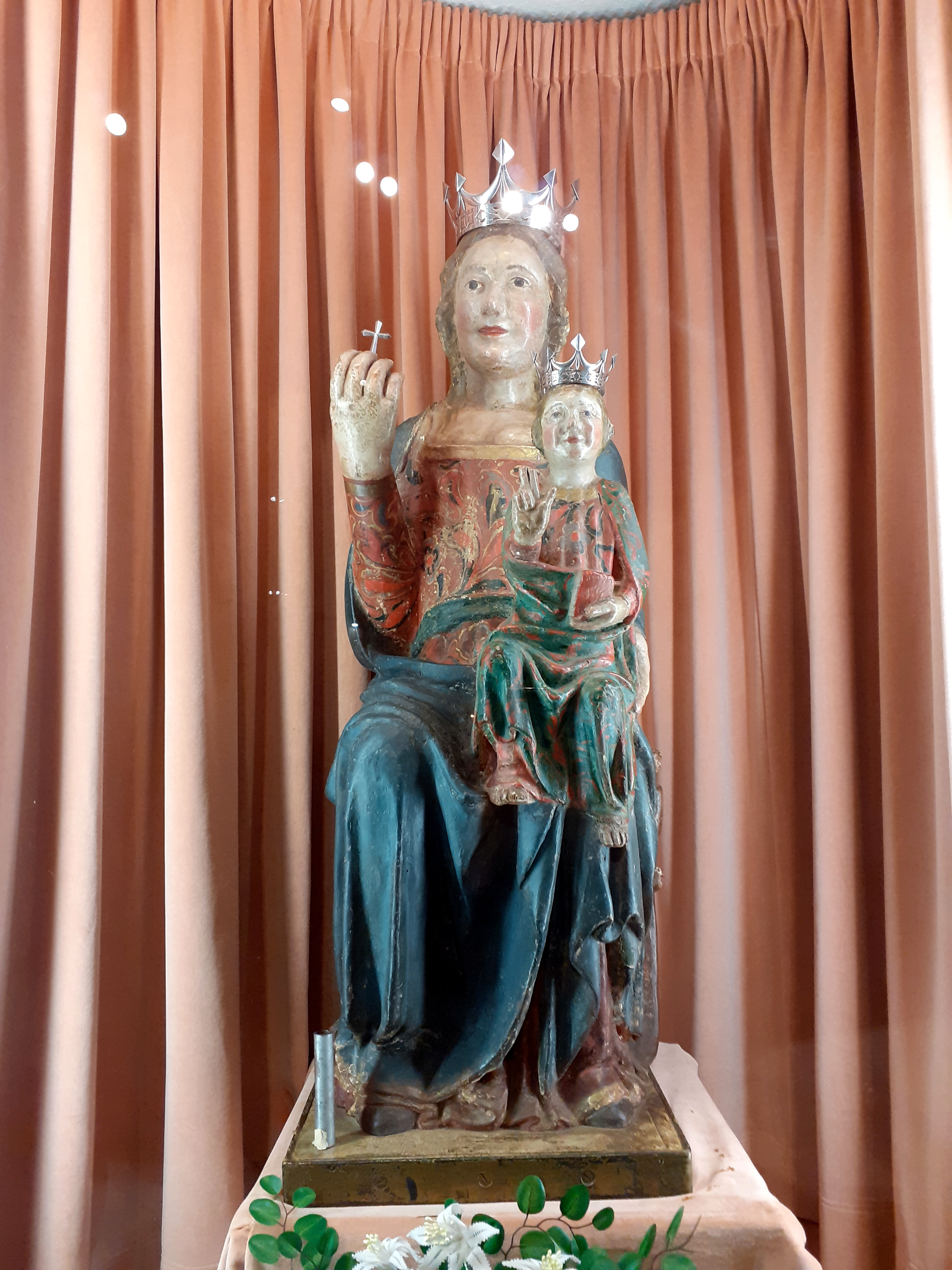
Imatge romànica de la Mare de Déu de la Riera

La Mare de Déu de la Riera es venera a les Borges del Camp, on té l'ermita que porta el seu nom. La seva festa se celebra, com la de totes les marededeus trobades, el dia 8 de setembre. El dia 7 es baixa en processó al poble amb una festa declarada per la Generalitat de Catalunya com a “Festa Tradicional d'Interès Nacional”. Com totes les marededeus trobades té una llegenda que comenta la troballa de la imatge, en aquest cas expliquen els seus goigs antics que la va trobar un pastor mentre buscava una ovella perduda. La imatge de la Mare de Déu de la Riera, del segle xiii, és una escultura exempta tallada en fusta i policromada, que podem enquadrar dins de la imatgeria mariana popular de tradició romànica tardana, que representa la Mare de Déu asseguda damunt d'un escambell i en posició frontal asimètrica.
La Mare sosté el Nen, que ha estat representat assegut al genoll esquerre i està considerablement separat del volum del cos d'ella. El nen, a la mà esquerra, sosté un llibre i la dreta la manté aixecada amb símbol de benedicció. La Mare te la mà esquerra ajuntada al cos sostenint l'Infant. El seu avantbraç dret, cobert per la màniga llisa i molt arrapada de la túnica, està estès obliquament i amb la mà aixecada i semi-tancada aguanta una esfera en una posició molt forçada. Les imatges (Mare de Déu i Jesuset) vesteixen túnica i mantell. Fa 90 cm d'alçada i, als peus, presenta una disposició gairebé quadrangular de 30-32 cm de frontal per 23-24 cm de fons. Tot sostingut per un sòcol quadrat de 0,32 cm de costat. Carme Farré i Sanpera a Palium considera la possibilitat que inicialment les dues figures fossin coronades i que en el llarg del temps degut a alguna restauració se'ls hi van treure les corones.
La imatge, al llarg dels anys, ha patit diferents restauracions, unes més reeixides que d'altres. La última va tenir lloc entre els anys 1967 i 1969, al Museu d'Art de Catalunya, on li van fer una profunda restauració. Quan va tornar al poble se li van treure totes les robes postisses que portava, i que no deixaven veure la bellesa i simplicitat de la imatge. La imatge, durant la Guerra Civil dels anys 1936-39 es va salvar de la seva crema gràcies a alguns borgencs que la van protegir, retirant-la de l'ermita i guardant-la amagada a la casa que l'ermitana tenia al poble. Actualment la imatge del segle xiii es conserva a la parròquia de les Borges del Camp i en el cambril de l'ermita és venera una reproducció feta pel restaurador Eustaqui Vallès l'any 1979.
La imatge original de la Mare de Déu va ser traslladada a l'església parroquial de Santa Maria Assumpta el 1981, on se li va construir una cambra de seguretat a la Capella del Santíssim. La Festa de la Mare de Déu de la Riera se celebra el 8 de setembre, dia de les marededeus trobades.